# Plagiogramma leleupae
Plagiogramma leleupae är en skalbaggsart som först beskrevs av Wenzel 1976.  Plagiogramma leleupae ingår i släktet Plagiogramma och familjen stumpbaggar. Inga underarter finns listade i Catalogue of Life.